# 竹内和也 (投手)
竹内 和也（たけうち かずや、1983年9月5日 - ）は、京都府向日市出身の元プロ野球選手（投手）。

## 来歴
近江高校時代の2001年、第83回全国高等学校野球選手権大会に出場、準優勝を果たす。島脇信也（元オリックス）との左右両看板が話題となった。同年のプロ野球ドラフト会議では制球力を買われ、西武ライオンズから5位指名を受けて入団、2002年から西武でプレーするが、一軍での登板はなく、3年目の2004年11月8日に球団に引退の意向を伝え、翌9日に任意引退選手として公示された。
2005年から神奈川県の旭中央クラブに所属していたが、2006年に京都ファイアーバーズに移籍した。現在は監督を務めている。

## 詳細情報

### 年度別投手成績
- 一軍公式戦出場なし

### 背番号
- 63 （2002年 - 2004年）